# NGC 5937
NGC 5937 este o emission-line galaxy⁠(d) situată în constelația Șarpele. A fost descoperită în 14 aprilie 1785 de către William Herschel. Se află la o distanță de 39,99 de megaparseci de Pământ.